# Winterstein (Suiza sajona)
El Winterstein, también conocido como "Hinteres Raubschloss" o como "Raubstein", es un complejo de rocas macizo, solitario y alargado en la parte trasera de la Suiza sajona, en el Estado Libre de Sajonia. La cima de 389 metros de altura fue en su día el emplazamiento del castillo rocoso medieval de Winterstein, del que aún se reconocen restos como las vigas, los escalones excavados y la cisterna. El castillo, construido probablemente en el siglo XIII, se menciona por primera vez en 1379 como prenda bohemia. Pasó a manos sajonas en 1404, pero en 1450 ya estaba en ruinas. El complejo de roca macizo de Winterstein es un destino popular para las caminatas; a la meseta de la cumbre se puede llegar por escaleras.

## Ubicación y geología
El Winterstein, que se eleva entre 90 y 100 metros por encima de su entorno y mide unos 120 × 50 metros. En cuanto a su ubicación, está situado en la zona inferior de la Suiza sajona, casi libre de asentamientos y densamente arbolada, por encima del "Großer Zschandes", en el distrito de Ostrau. La roca se encuentra a unos 150 metros frente a los muros de "Bärfang", de 30 metros de altura, al sur de Winterstein. Se encuentra dentro del parque nacional de la Suiza Sajona, justo fuera de la zona central del área del parque nacional oriental. A pocos kilómetros al este se encuentra el arsenal en el "Großer Zschand". Al oeste de Winterstein se encuentra el "Kleine Zschand", dominado por el gran y el pequeño  Winterberg. El complejo rocoso de Winterstein incluye el pico de escalada Wintersteinwächter, que se encuentra al sur y sólo está separado por una estrecha hendidura.

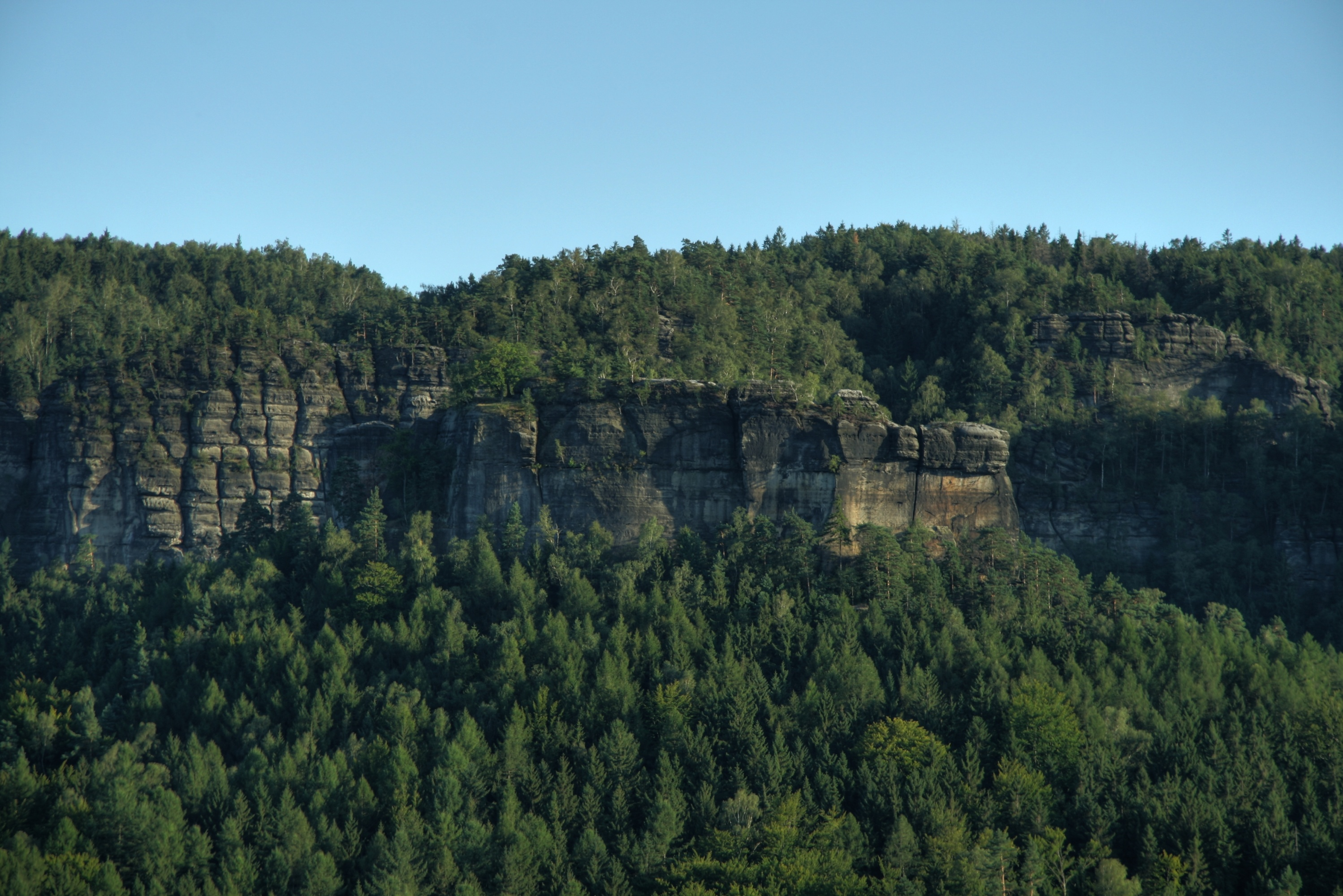
Winterstein desde el norte, con el telón de fondo de los muros de "Bärfang"

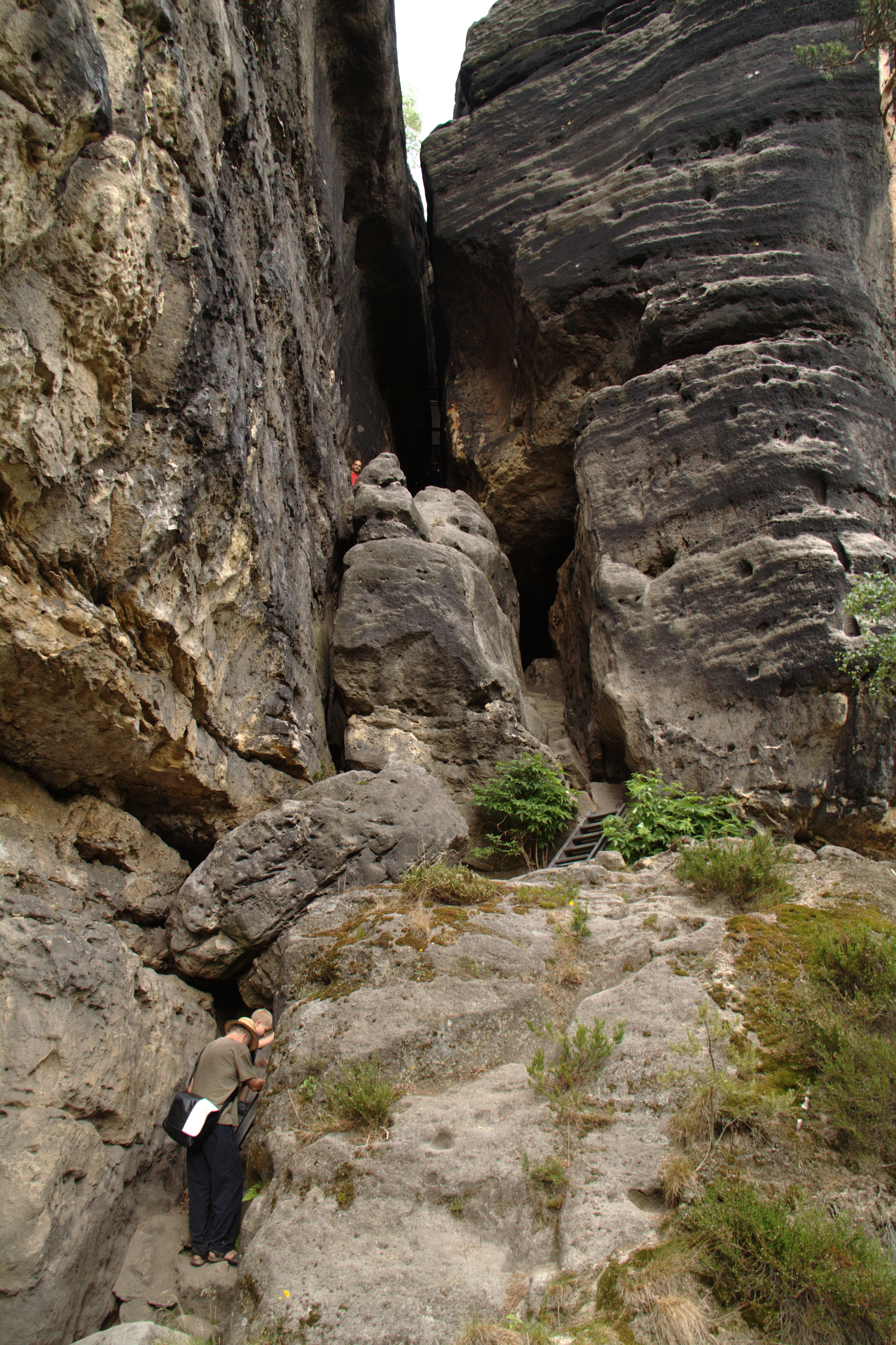
Subida a la cueva del Rift

Como toda la cordillera arenisca del Elba, el Winterstein se formó a partir de los depósitos de un mar cretácico que depositó sedimentos clásticos de hasta 400 metros de espesor en el Turoniano y el Coniaciano. Según la clasificación petrográfica-morfológica original de Friedrich Lamprecht, Winterstein, al igual que los vecinos "Bärfangwände", pertenece a los dos horizontes de los estadios de arenisca c3 y d de las montañas areniscas del Elba. Mientras que el horizonte c3 sigue perteneciendo a la llamada formación "Postelwitz" y el horizonte d constituye la parte más gruesa de la formación "Schrammstein" con 50 a 80 metros. En Winterstein, las paredes verticales de ambos horizontes alcanzan una altura de hasta 40 metros y debido al horizonte de formación de pendientes c3 que se encuentra debajo, toda la pared rocosa se eleva unos buenos 100 metros por encima de las zonas de bosque al norte. Entre ambos horizontes, el llamado horizonte "Cavernario Inferior del Winterstein", claramente visible en muchos lugares de las montañas areniscas del Elba en forma de terrazas rocosas y salientes, forma una terraza rocosa al lado sur y este de la roca, en algunos casos de varios metros de ancho. En el lado norte y oeste, esta capa de separación sólo es visible como una banda delgada y no accesible. El horizonte inferior c3 está demarcado como una estrecha banda de roca alrededor de todo Winterstein frente a las capas que le siguen en la pendiente.

## Acceso a Winterstein
Winterstein se puede acceder fácilmente a pie desde varias direcciones. Desde Kirnitzschtal hasta "Kleiner Zschand", una ruta de senderismo conduce al pie del complejo de rocas macizo, al que también se puede acceder por el paseo inferior de Affenstein. Otro punto de partida para visitar Winterstein es el molino "Neumannmühle", en el valle conocido como "Kirnitzschtal". Desde ahí, el sendero conduce a través del "Großer Zschand" y luego asciende de forma empinada por el Raubsteinschlüchte hasta la brecha entre los "Bärfangwänden" y Winterstein. Desde Schmilka, el camino pasa por el gran Winterberg hasta Winterstein.
Un camino conduce desde la silla de montar a través de escaleras a la amplia terraza de roca en el lado sur del complejo rocoso hasta la gran cueva de grietas en la capa divisoria de los escalones de arenisca. Desde allí, los excursionistas con pies seguros y libres de vértigo pueden llegar a la meseta de la cumbre de Winterstein a través de una escalera independiente de unos diez metros de altura en la cueva y estrechas grietas de roca equipadas con escalones. En la base, Winterstein se puede circunnavegar por estrechos salientes de roca, donde hay varias cuevas de roca y salientes que pueden ser utilizados por los montañeros como bóvedas para pasar la noche. No hay barandilla en la cima.

## Historia

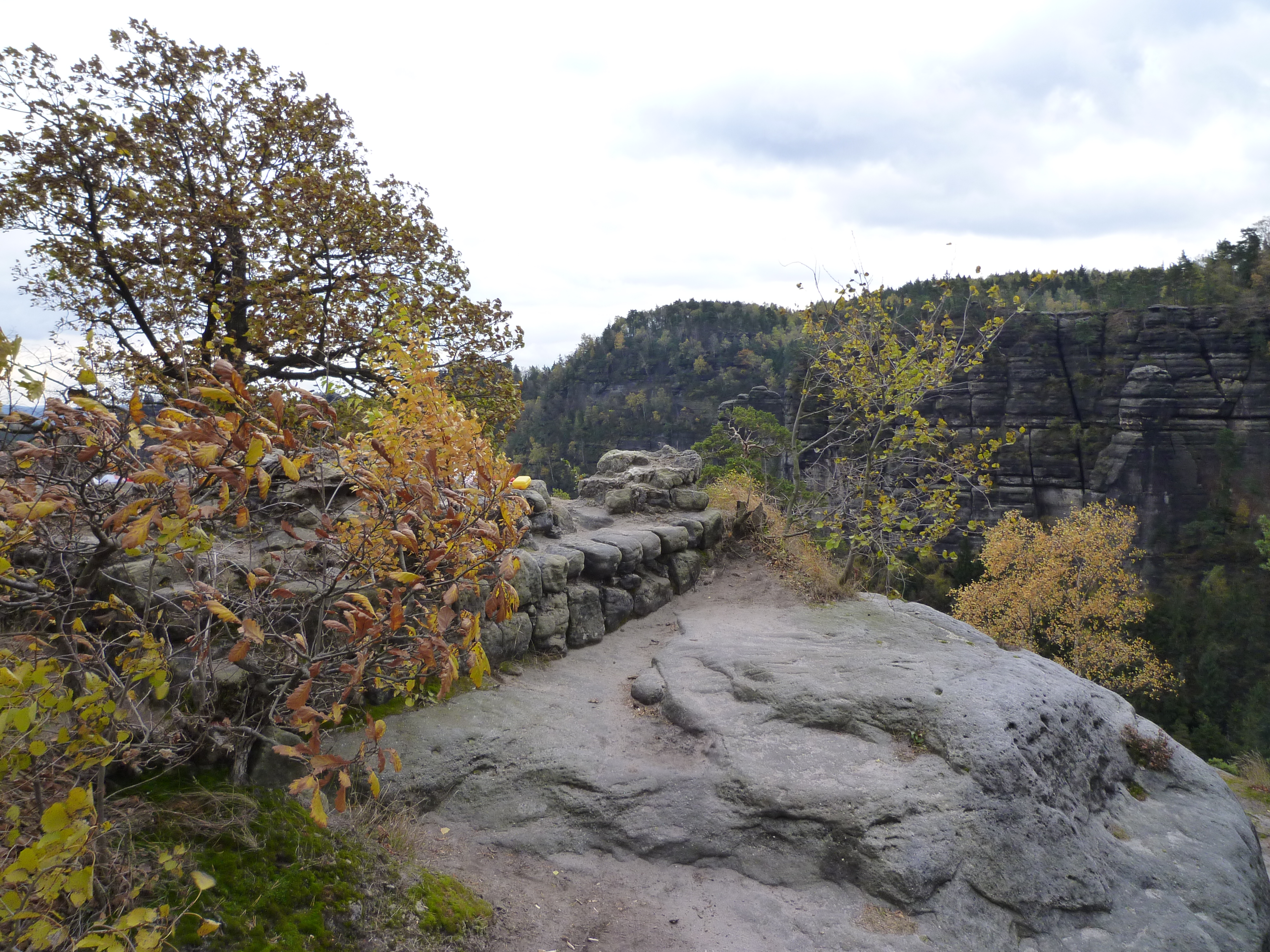
Restos de los cimientos de Felsenburg en Winterstein, con las paredes trampa para osos al fondo a la derecha

El complejo del castillo en Winterstein se considera el complejo más grande y antiguo de este tipo en la parte inferior de la Suiza sajona. Sin embargo, solo hay unas pocas fuentes escritas sobre su origen e historia. Ambos son, por lo tanto, siempre objeto de controversia histórica.

### Surgimiento del castillo

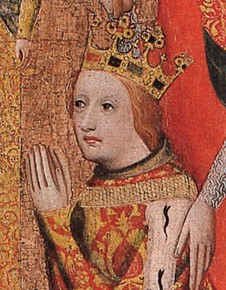
Rey Wenceslao IV

El castillo, al igual que otros castillos rocosos de las montañas areniscas del Elba, fue construido probablemente por la familia noble bohemia de los Berken von der Duba en el transcurso de la expansión de sus dominios en el siglo XIII, a mediados del cual datan los primeros hallazgos de cerámica. La suposición de que los Berken protegían una ruta comercial a través de su territorio desde "Schandau" o "Postelwitz" hasta "Zittau" con el castillo es discutida en la literatura más reciente, e incluso se pone en duda la existencia de esta vía. En lugar de los Berken, la familia noble bohemia de los Markwartitze también son posibles constructores, basándose en comparaciones con el castillo de roca de Neurathen. Otra teoría es que Winterstein, al igual que otros castillos rocosos de la entonces región fronteriza de Bohemia en la Suiza sajona, formó parte de la expansión sistemática de las fortificaciones en el transcurso de la invasión mongola y la retirada del rey de Bohemia Wenceslao I tras la derrota del duque de Silesia Enrique II en la batalla de Liegnitz en 1241. Como consecuencia directa de la tormenta mongola en la zona de la actual Suiza sajona, la única fuente es la carta fronteriza de la Alta Lusacia de 1241 entre el rey y el obispo de Meissen, en la que no se menciona Winterstein.
Winterstein se mencionó por primera vez en un documento de 1379, cuando el rey de Bohemia Wenceslao IV lo empeñó a su chambelán Thimo von Colditz, propietario del dominio de Graupen, como accesorio del distrito del castillo de Pirna, pero como propiedad empeñada independiente. Winterstein es, por tanto, el castillo rocoso más antiguo mencionado en la Suiza de la Alta Sajonia. La prenda fue confirmada en 1381 y redimida por Wenceslao IV en 1391. Winterstein, que sigue perteneciendo a Pirna, fue entregado de nuevo al chambelán del rey Wenzel, Burkhard Strnad von Janowitz, en 1396. En 1397, el rey exigió a los habitantes de las partes comprometidas del territorio que pagaran los impuestos a Strnad. De ello se deduce que el Winterstein incluía pueblos que aportaban ingresos. No se dispone de información escrita más precisa sobre los municipios implicados, pero cabe suponer que ciudades y pueblos de los alrededores, como Bad Schandau, Altendorf, Lichtenhain y posiblemente Saupsdorf como Hinterhermsdorf.

### Derechos propietarios dudosos

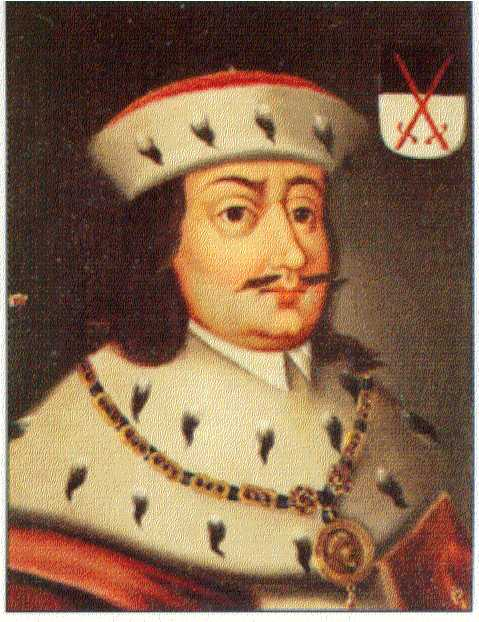
Federico el Manso

Sólo hay conjeturas parciales sobre otros cambios de propiedad. Burkhard Strnad von Janowitz fue asesinado ya en 1397 por orden del duque Johann II de Troppau-Ratibor. Posteriormente, Johann von Wartenberg, señor de Blankenstein, cerca de Tetschen, parece haber sido el titular de la prenda. En 1404, Winterstein, junto con Pirna, que hasta entonces había pertenecido a la corona de Bohemia, pasó a manos del margrave de Meissen, Guillermo I. Este cambio de derechos propietarios está relacionado con el feudo de Dohna, en el que el margrave se esforzó por poner en su poder toda la zona de la actual Suiza sajona. En los libros de cuentas de Margravial y en las cuentas del tesoro de Dresde, se señala que entre 1406 y 1408 una guarnición de Margravial-México bajo el capitán de Techerwitz estuvo en Winterstein. Sin embargo, no se declaró ningún ingreso, sólo los gastos.
La propiedad posterior de Winterstein es incierta. Georg Pilk, y con él la mayoría de los investigadores, suponen que Winterstein pasó de nuevo a posesión bohemia hacia 1440. En 1441, las fuentes mencionan a un "Recke zcum Wintersteine" que participó en el "feudo de Wartenberg" del lado de los Wartenberg. Ese mismo año, el elector Federico el Suave exigió a los Berken von der Duba, como señores de los dominios de Wildenstein y Hohnstein, así como a Johann von Wartenberg auf Blankenstein, que dejaran de apoyar a los Recke y a otros caballeros de los castillos de Bohemia nombrados, y que le ayudaran a él, al elector y al obispo de Meissen a combatirlos. Según la promesa del Berken y el Wartenberg, parece que el caballero de Winterstein fue despojado de su castillo ese mismo año. Luego pasó a manos de Johann von Wartenberg, quien la vendió a las "tierras y ciudades" de la Alta Lusacia el 24 de julio de 1441.
Sin embargo, la atribución del Recken von Winterstein y de la posterior venta de su castillo a los lusos superiores al castillo rocoso del actual Winterstein en la Suiza sajona es controversial, sobre todo porque también se duda de la existencia de una ruta comercial -requisito esencial para la baronía ladrona- en las cercanías de Winterstein. Una ruta comercial desde el punto de desembarco documentado en Postelwitz, pasando por el pie de Falkenstein y Affensteinen y luego hacia el norte, pasando por Winterstein, hasta Großer Zschand y hasta Sebnitz, no está documentada y sólo se menciona en obras de historiadores locales del siglo XIX. Los investigadores posteriores tenían serias dudas sobre la existencia de la carretera ya en torno a 1950. La importancia del punto de transbordo de Postelwitz era, hasta donde se ha documentado, sólo secundaria a la del puerto del Elba en Schandau. El "Reitsteig" (camino de herradura) que va desde Sebnitz sobre el Großer Zschand y al sur del Großer Winterberg hasta el Elba en Herrnskretschen no se documenta de nuevo hasta alrededor de 1450, es decir, después del fin del uso de Winterstein.
Ya en el siglo XIX, algunos investigadores sospechaban que el castillo de los Recken von Winterstein era el castillo de Winterstein, situado en las cercanías de Lückendorf, en las montañas de Zittau, que fue adquirido junto con el castillo de Neuhaus, que siglos más tarde se llamó Karlsfried. Es posible que formara un castillo doble junto con Neuhaus, aunque no hay pruebas arqueológicas de ello. La escritura de compra fue probablemente quemada en Zittau en 1757. Lo único que queda es una anotación en las cuentas del ayuntamiento de Görlitz y en los anuarios de Guben, así como un registro en Carpzov. Según las anotaciones en los libros de cuentas de Görlitz y Löbau, los trabajos de demolición sólo tuvieron lugar en la Neuhaus. La demolición de Winterstein no está atestiguada por escrito. El nombre del barón ladrón también tiende a hacer suponer que se trata de otro castillo. "Recke" es una grafía alemana del nombre checo "Racek", por lo que el Recke zum Winterstein también está documentado como "Racek von oder zum Wintersteine". Para un caballero bohemio y probable vasallo de Johann von Wartenberg, la posesión de un castillo sajón desde 1406, cuyos ingresos antes asociados ya no estaban a su disposición, difícilmente podía ser asumida. Por otra parte, "Racek" se menciona exclusivamente en las negociaciones de paz de los Wettin -el Wartenberger duda explícitamente de que logre persuadir a su criado para que haga las paces con ellos-, mientras que no aparece en la tradición de fuentes de la Alta Lusacia. Georg Pilk, al igual que la mayoría de los autores, asumió que Winterstein fue demolido tras su compra en 1442; se juzgó que la asignación anterior a un castillo no especificado en las montañas de Zittau era un error. Investigaciones más recientes ponen en duda esta atribución y sitúan el castillo de los Recken von Winterstein más probablemente en las montañas de Zittau.

### Decadencia después de 1400
Según la última hipótesis, Winterstein dejó de utilizarse de forma permanente tras la salida de la ocupación margraviana y quedó en mal estado. Los Berken von der Duba tomaron posesión de los alrededores del Winterstein, que no estaba lejos del centro de su dominio en el Nuevo Wildenstein, pero ya no utilizaron el castillo. 

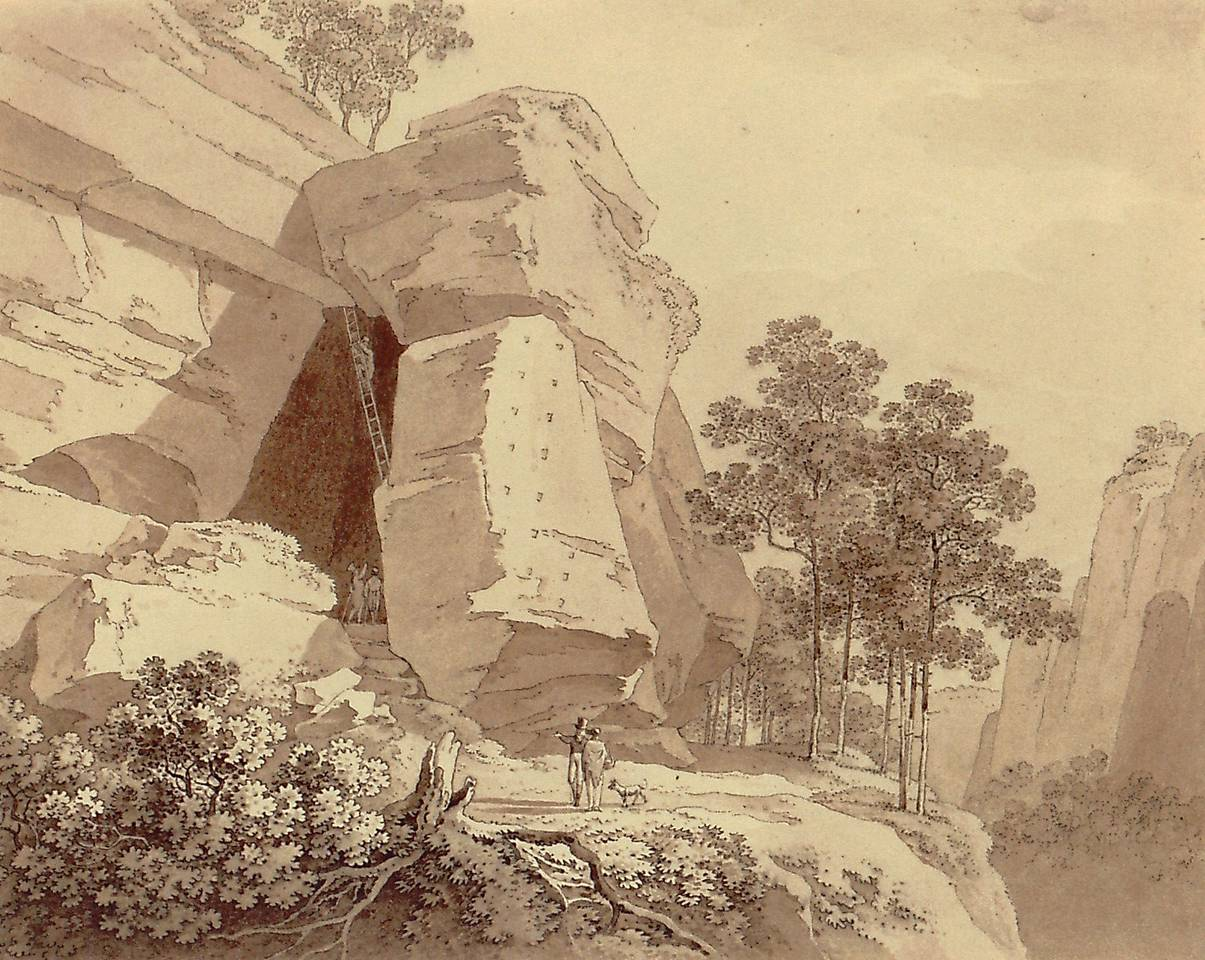
Adrian Zingg (1734-1816), The Robber Stone en la Suiza sajona

Winterstein se menciona de nuevo en el mapa elaborado por Matthias Oeder para el levantamiento del electorado de Sajonia en 1592, tras lo cual el nombre deja de estar documentado por escrito en las fuentes históricas durante más de 300 años. En recuerdo de los barones ladrones que supuestamente vivieron allí, la población local sólo se refiere a la roca como "Hinteres" o "Großes Raubschloss". Wilhelm Leberecht Götzinger aún no estaba familiarizado con el nombre, y en 1804 se refirió a la roca como el Raubstein en su importante obra Schandau und seine Umgebungen oder Beschreibung der so-called Sächsischen Schweiz (Schandau y sus alrededores o descripción de la llamada Suiza sajona), con la que presentó la primera descripción completa de la Suiza sajona. Varios investigadores ya sospechaban de un Winterstein en la zona de la Suiza posterior a la sajona desde principios del siglo XIX, basándose en la lista de castillos, pero además del Raubstein posterior, también se suponía que se trataba del nuevo "Wildenstein" y del "Lorenzsteine", a un kilómetro al norte de Winterstein. No fue hasta la publicación del mapa de Oeder en 1889 que el nombre volvió a utilizarse y pudo asignarse claramente al Hintere Raubschloss.

### Turismo y desarrollo de la escalada desde 1800

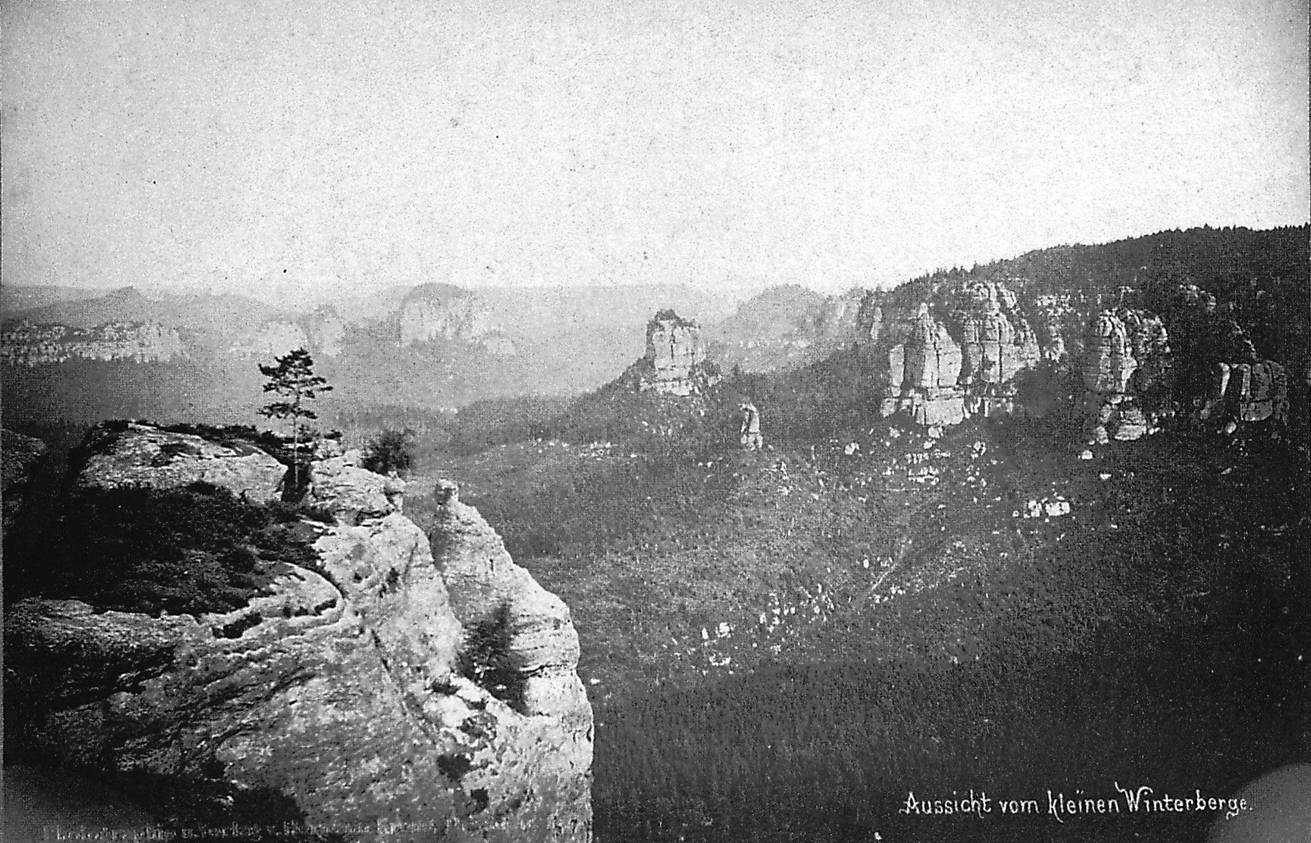
Vista desde el Gleitmannshörner debajo del Kleiner Winterberg hacia el este hasta el Winterstein (centro de la imagen), frente a él el Wartburg en el bosque, a la derecha el Pechofenhörner, fotografía de 1856

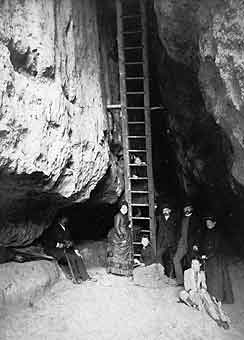
Cueva hendida con escalera alrededor de 1885

A finales del siglo XVIII ya existía una instalación de escalada en Winterstein. Adrian Zingg lo representó en un grabado en cobre de Winterstein, al que todavía llamaba "Raubstein", realizado hacia 1790. Se desconoce la fecha de construcción, pero fue mencionada por primera vez en una escritura de Götzinger en 1804. Una primera reparación está documentada en 1812. Las fotografías más antiguas de Winterstein fueron tomadas por Hermann Krone alrededor de 1855. Krone también tomó fotografías de Winterstein en años posteriores; una fotografía tomada alrededor de 1885 muestra, entre otras cosas, la escalera de madera en la cueva de la grieta. Durante sus recorridos fotográficos, Krone utilizaba como cuartos oscuros la parte trasera de la cueva de la grieta y el sótano de la torre residencial del castillo superior.
Después de la Segunda Guerra Mundial, la escalera estaba deteriorada. En lugar de renovarla, se demolió el 23 de mayo de 1948 por los miembros del club de escalada Wanderlust 1896 por motivos de riesgo de accidente y desfiguración de la roca. Debido a la falta de acceso para excursionistas y caminantes, Winterstein cumplía la definición de pico de escalada en la zona de escalada de la Suiza sajona y podía utilizarse como roca de escalada. Dado que los miembros del club realizaron posteriormente numerosas primeras ascensiones en Winterstein, se supone que previamente habían "ayudado" al deterioro de la escalera en consecuencia. En ese momento, había un total de 19 rutas de escalada y varias variantes en Winterstein.
En 1952, los "amigos de la naturaleza" de Bad Schandau construyeron una nueva escalera en el antiguo emplazamiento, lo que puso fin de nuevo al breve período del pico de escalada de Winterstein. Desde entonces, la meseta de la cumbre vuelve a ser accesible para los excursionistas libres de vértigo. Sólo el pico de escalada Wintersteinwächter, situado delante de él (primera ascensión en 1921), sigue utilizándose para la escalada, ya que ya no se puede llegar a pie desde la meseta de la cumbre, a diferencia de lo que ocurría en la época de Felsenburg. A finales de la década de 1990, la ruta de escalada fue renovada y rehabilitada.

## El complejo del castillo

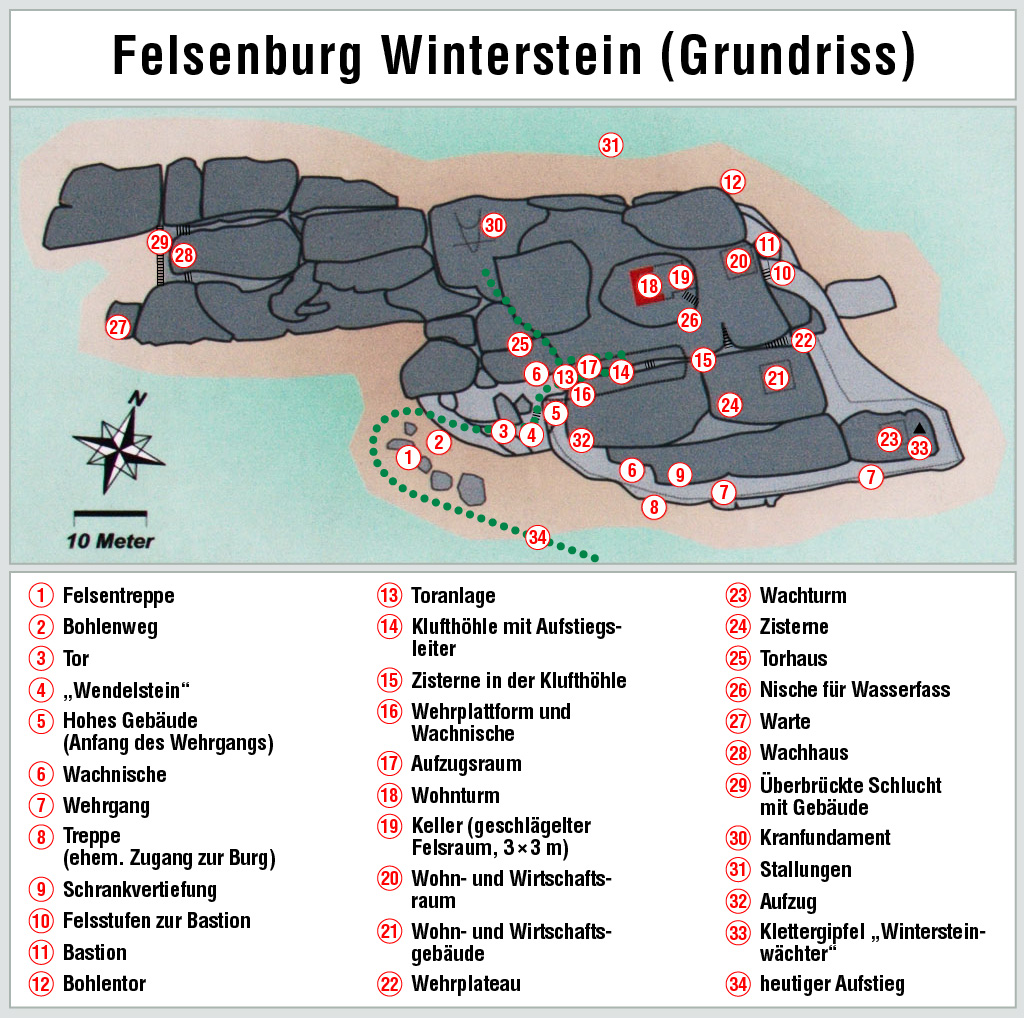
Plan del conjunto del castillo

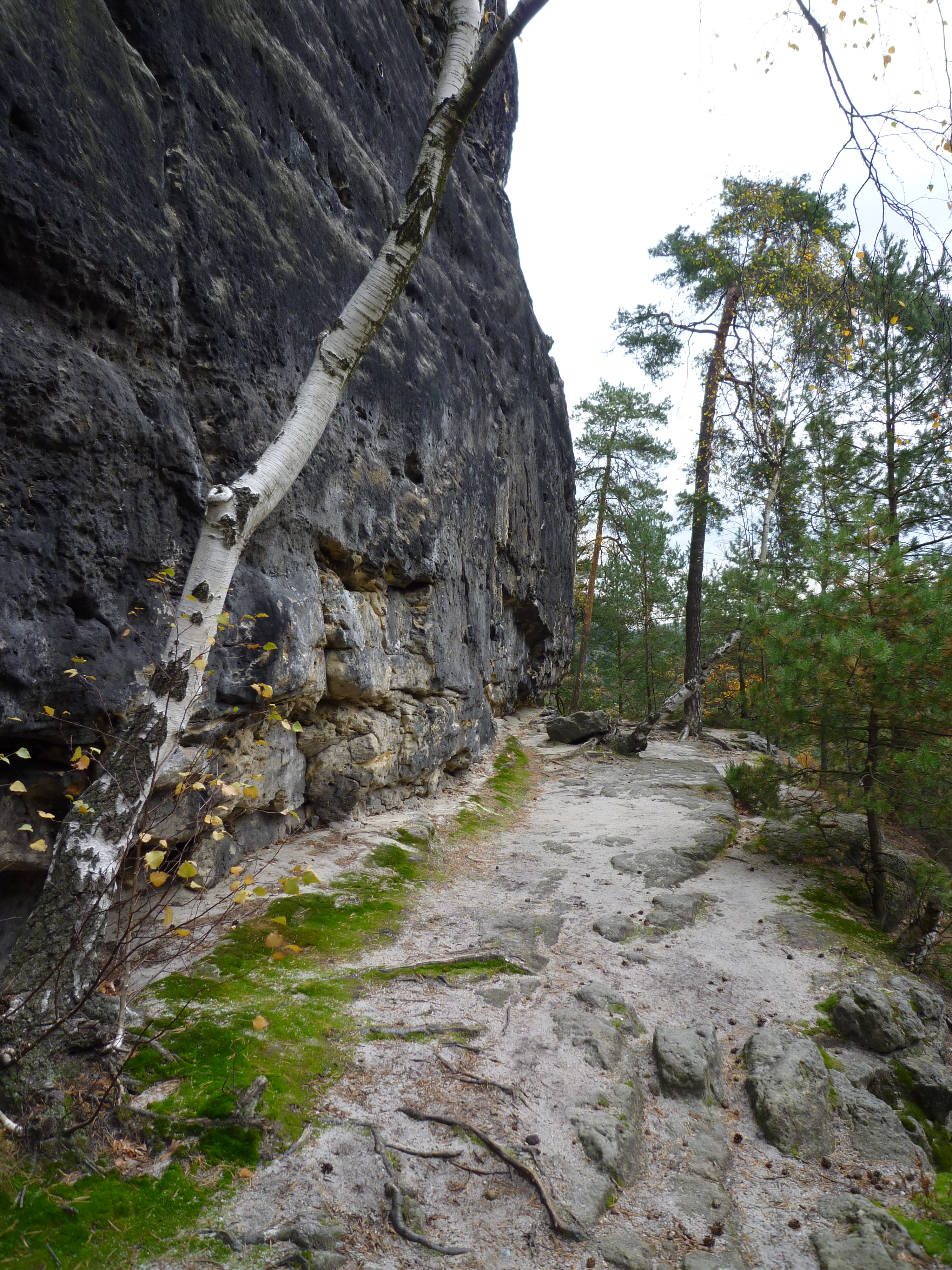
Terraza de roca de las antiguas almenas

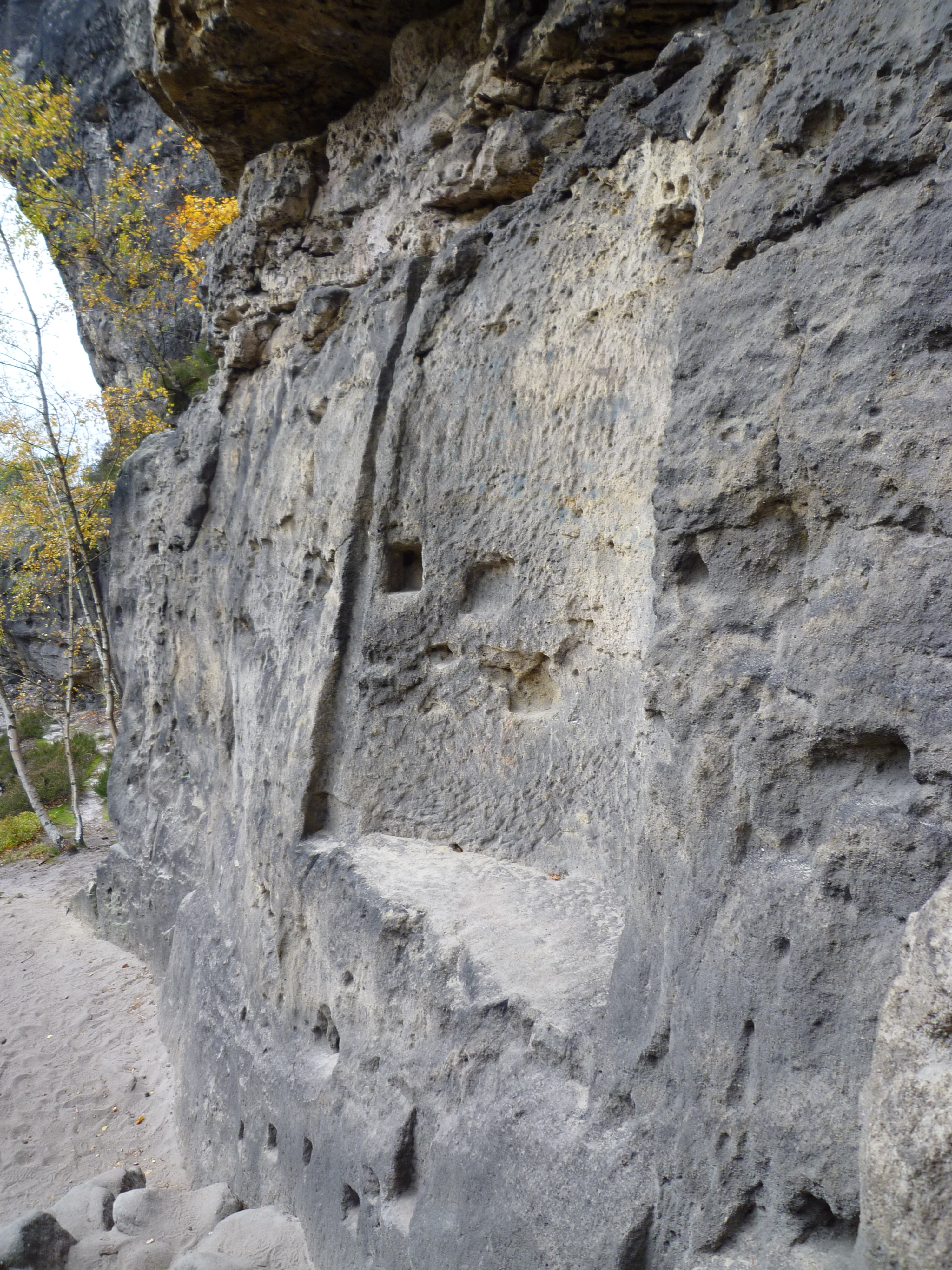
Nicho de pared en el castillo inferior

Al igual que los demás castillos rocosos de la zona, los edificios de Winterstein estaban hechos en su mayoría de madera y entramado. Como resultado, sólo quedan algunos restos estructurales, principalmente costuras de vigas y anclajes de tablones y puntales de madera, así como restos de cimientos. El castillo estaba formado, por un lado, por el castillo inferior y el superior, directamente sobre la roca, y por otro lado, por los edificios situados frente a él, a través de los cuales se vigilaba el acceso. Desde el castillo inferior, situado en la amplia banda de roca formada por la estrecha capa del "horizonte inferior de la cueva" entre las capas de arenisca c3 y d en el lado sur, a aproximadamente un tercio de la altura total de la roca, se podía acceder al castillo superior en la meseta de la cima a través de la gran cueva de la fisura y las escaleras adjuntas. Las huellas, especialmente en el castillo inferior, distinguen claramente al menos dos fases de construcción diferentes. Sin embargo, debido a la falta de rastros más precisos y de registros escritos, no es posible datarlos más. En comparación con otros castillos rocosos, Winterstein fue ampliado de forma relativamente elaborada, presumiblemente por Thimo von Colditz, que como chambelán real y gobernador de Breslau era uno de los hombres más importantes de la corte de Wenceslao IV.
Se han realizado diversos hallazgos en la meseta del castillo, en la cueva de la grieta y, sobre todo, en la ladera arenosa del sur. El museo de historia local de Bad Schandau conserva diversos hallazgos, como restos de tejas y fragmentos de arcilla, clavos de hierro, espuelas y puntas de flecha, así como una hoja corta. Los primeros hallazgos fueron realizados por Hermann Krone en el curso de su trabajo fotográfico, y todavía se descubren ocasionalmente fragmentos y restos de cerámica.

### Acceso y castillo bajo con cueva

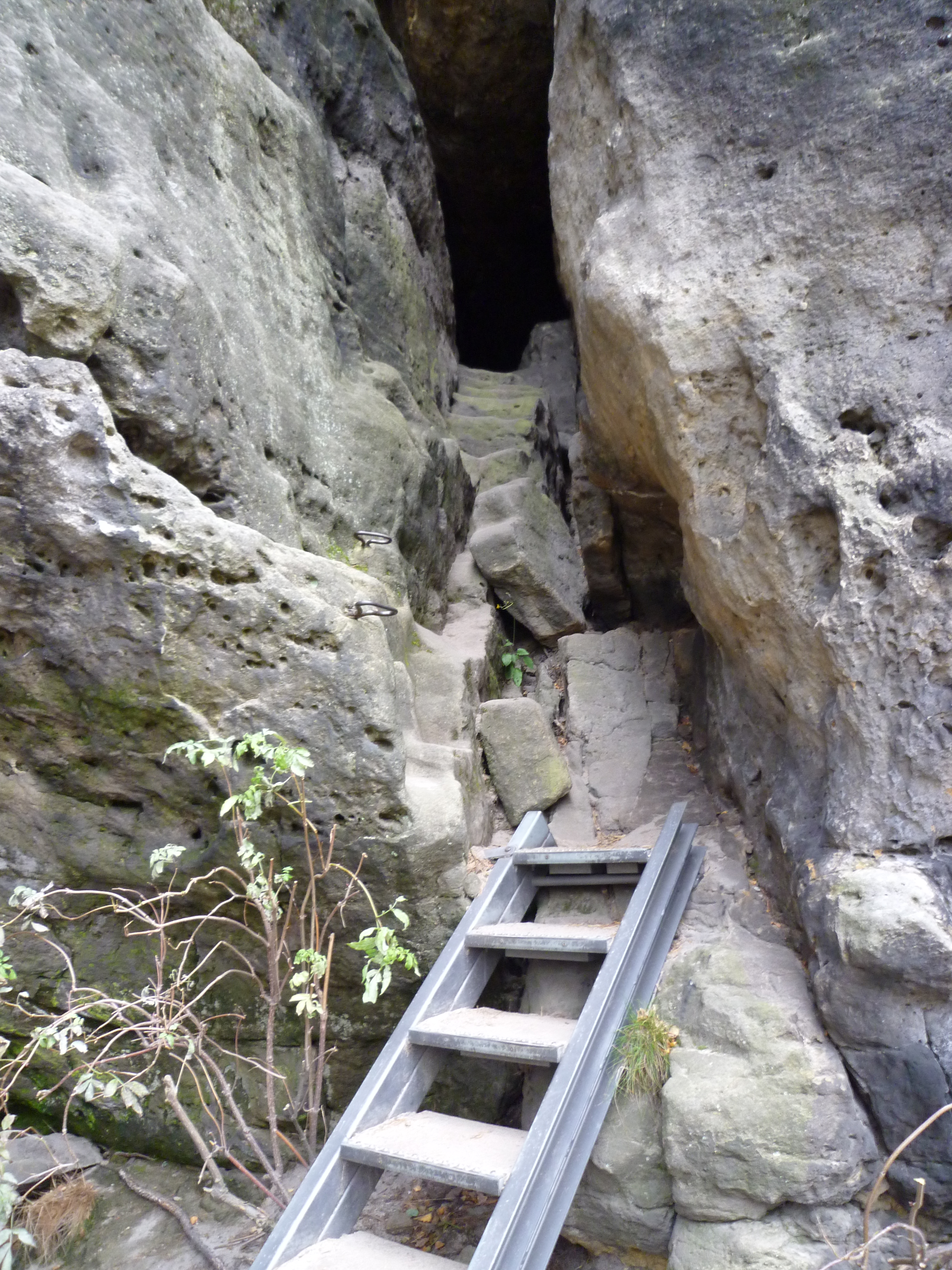
La cueva del abismo, al fondo la hilera original de escalones

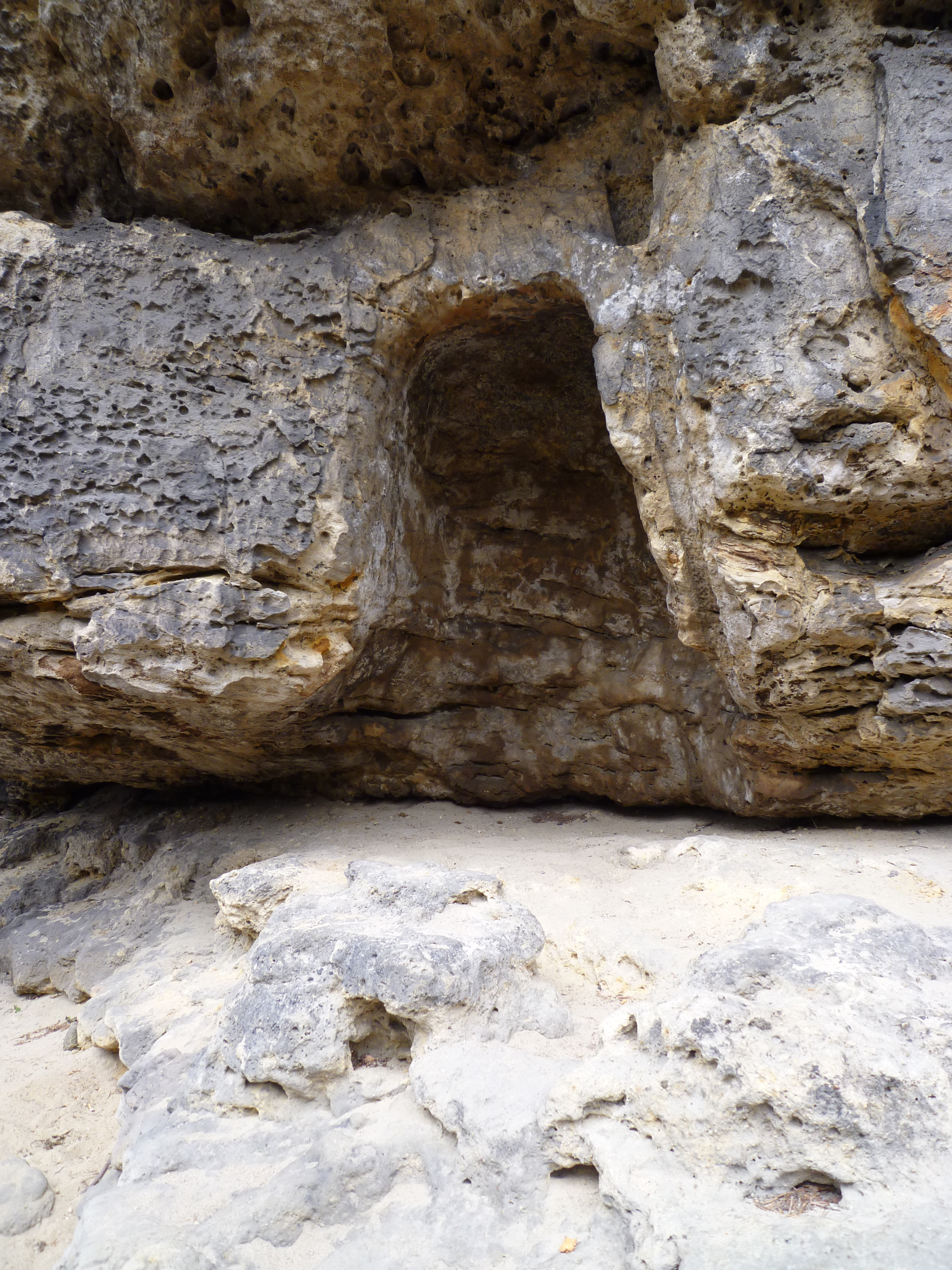
Correos en el muro sur al inicio de las almenas

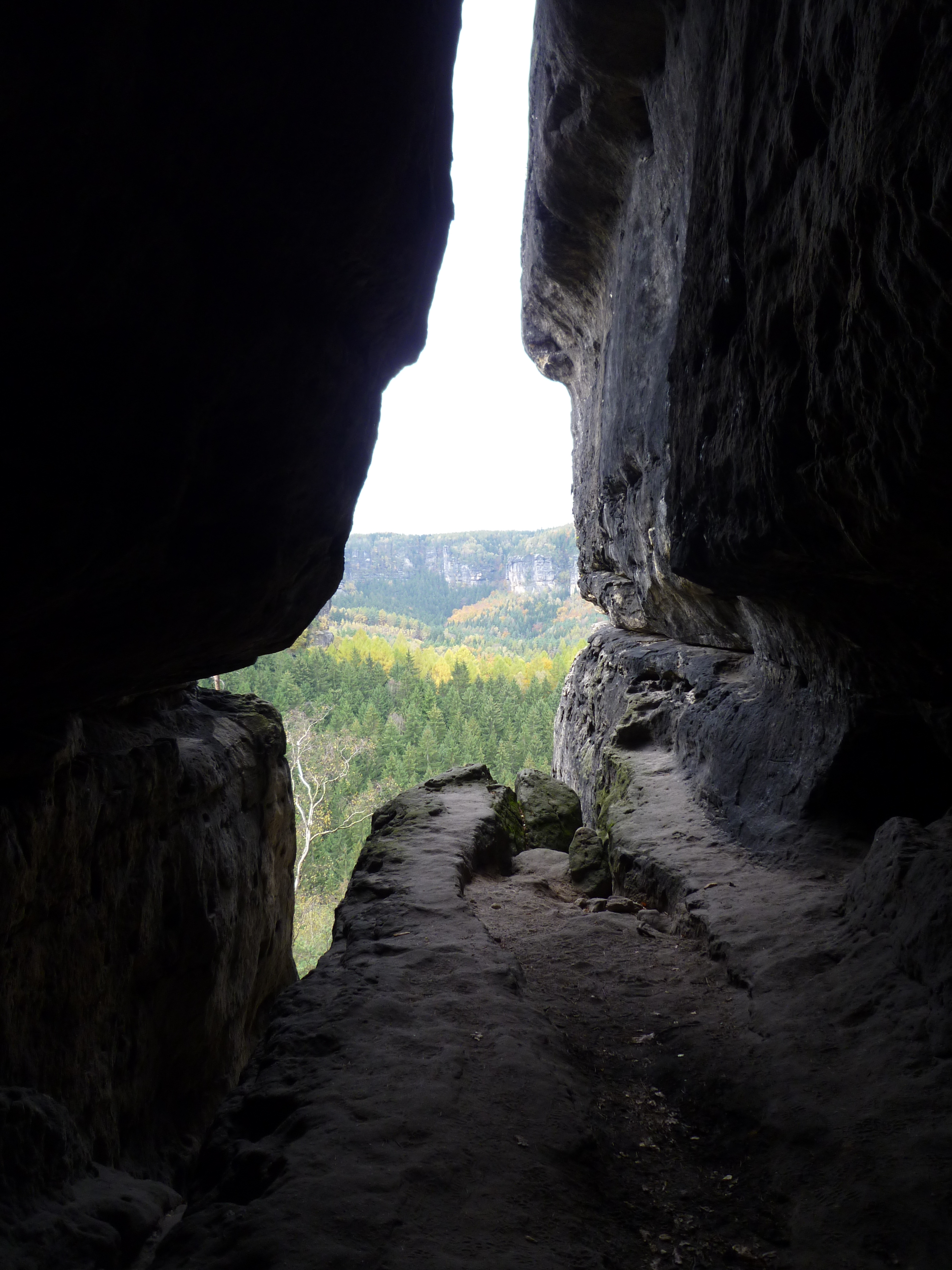
Vista desde la cueva del abismo hasta el Kleiner Winterberg

El acceso actual a Winterstein en un ángulo de la esquina suroeste de la roca corresponde al anterior acceso al castillo de la segunda fase de construcción. En la entrada de la primera escalera de acero de hoy, se reconocen los soportes de las vigas de una puerta de madera en una grieta estrecha y, por tanto, fácilmente defendible en la roca. Los pasos posteriores en la piedra arenisca, dispuestos en un pasaje bajo una roca inclinada como una especie de piedra en espiral, también datan de los constructores del castillo. Conducen a una segunda puerta, también identificable por los pliegues, y a la terraza rocosa del inicio del castillo inferior, directamente al pie de las murallas de Winterstein. En los edificios del castillo inferior de esta zona aún son visibles varios pliegues de vigas y nichos recortados en la roca. Debido a los retranqueos, que alcanzan una altura de siete metros, se puede suponer que los edificios de la granja tenían dos plantas. A la derecha de los edificios comenzaba la almena cubierta, que recorría toda la terraza del lado sur a lo largo de más de 100 metros. En el suelo y en la pared de la roca aún se pueden ver las huellas de los cojinetes de las vigas y los rebajes para sujetar los cabrios. Sobre todo, se puede ver claramente un soporte de poste cortado en la pared sur, de una altura de un hombre y 90 centímetros de profundidad. En el recodo que va de la pared sur a la pared este, se conservan los restos de una antigua torre de vigilancia en la meseta rocosa más externa. La almena continuaba a lo largo del muro este formado por el "Wintersteinwächter" y terminaba en la esquina noreste en un pequeño puesto de guardia al que todavía se puede acceder por unos reconocibles escalones de arenisca. A los lados norte y oeste de la roca, la terraza se integra a la capa de separación estrecha y no accesible entre los horizontes areniscos; allí no fue necesario crear vertederos adicionales. En el corte de la pared este, había más instalaciones por encima de la galería de defensa en la terraza de la roca y una meseta más alta algo empotrada. Se puede suponer que ahí es donde se encontraba una plataforma de defensa para proteger el lado este, de más fácil acceso para los atacantes.
En la primera fase de construcción del castillo, la entrada a Winterstein estaba unos 70 metros más al este que en la actualidad, aproximadamente en medio de las almenas, que no se construyeron hasta la segunda fase. Allí se pueden ver los escalones de roca que se excavaron para llegar a la terraza de las almenas. La zona real del castillo inferior sólo comenzaba a la altura del poste del muro sur; las costuras de las vigas que aún se conservan allí indican la existencia de una barrera correspondiente. La zona de la actual entrada sólo se incluyó en el castillo inferior en una fecha posterior.
Una serie de empalizadas, refugios y edificios estrechos colindaban con las almenas en la esquina noreste de Winterstein. Dado que una empinada pendiente de unos siete metros de ancho entre las rocas de la base ofrecía posibilidades de acceso allí, esta zona del castillo era especialmente segura. Esta zona también se construyó sólo en la segunda fase de construcción.
La cueva de la fisura, de unos 15 metros de profundidad y hasta casi cinco metros de ancho, formaba el centro del castillo inferior y había sido parcialmente ampliada de forma artificial. Se puede acceder a la cueva desde la terraza rocosa de las almenas a través de una estrecha brecha con 24 escalones de arenisca. Las costuras de las viguetas muestran que este acceso fue probablemente construido y asegurado con otra puerta de madera al principio y al final de cada escalón. Un uso como establo, como suponía Götzinger en 1804, puede descartarse probablemente en vista de que el acceso es difícilmente transitable para los caballos. La cueva de la grieta estaba dividida en tres partes, que eran visibles en las filas de pliegues de la pared y el techo. La parte delantera estaba cubierta por una plataforma defensiva de madera, reconocible por sus soportes de vigas, que servía para defender la puerta del castillo y el patio del castillo inferior. En la parte central, se recortaron en la roca hileras de bancos, lo que sugiere que se utilizaba para vivir y dormir; por los pliegues de las paredes, se puede suponer también que allí había una construcción de varios pisos, que también se utilizaba para ascender al castillo superior. En el extremo posterior de la cueva hay una cisterna excavada en la roca, probablemente separada de la parte central por tablas o un muro de piedra, que se alimentaba con tubos de suministro de madera desde arriba y a lo largo de las paredes de la cueva. Los pliegues para estas tuberías de suministro se pueden ver desde la escalera que lleva al castillo superior.

### Oberburg (Castillo superior)

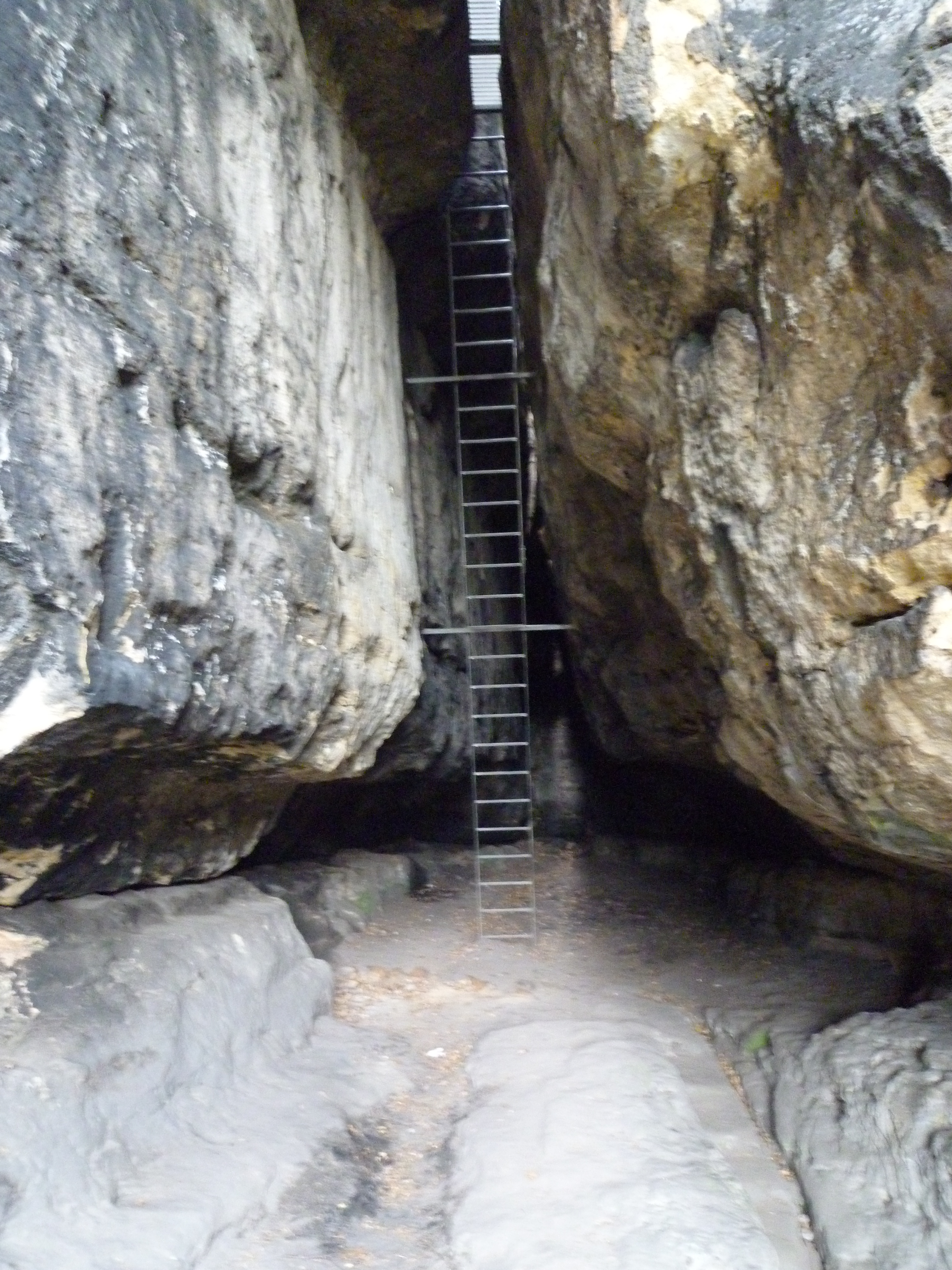
Ascenso a la meseta de la cumbre en la cueva del abismo de Winterstein

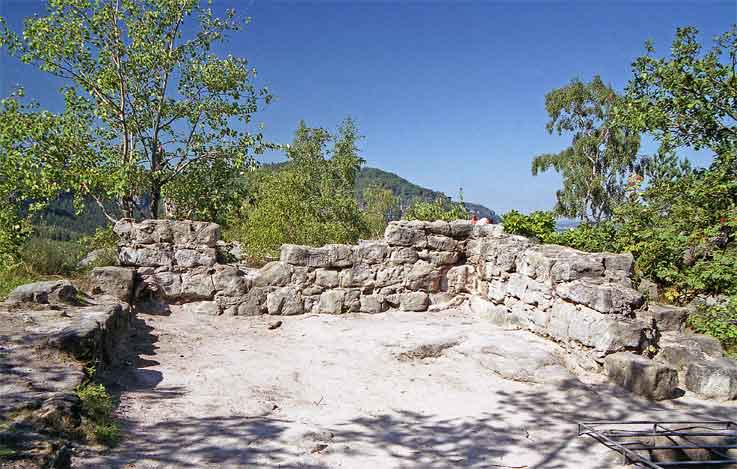
Cimientos de arenisca de la torre residencial

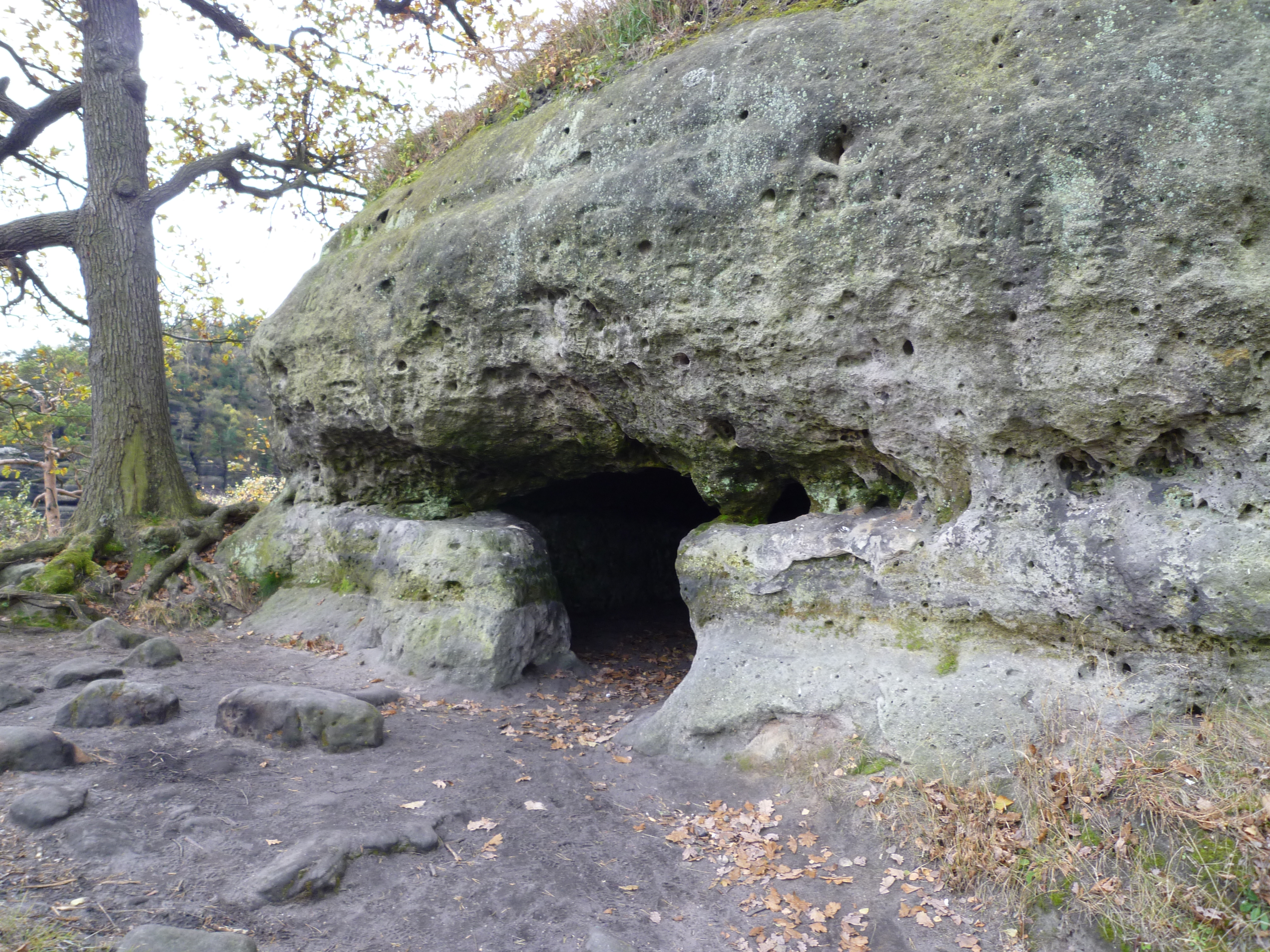
Entrada al sótano de la torre residencial

El único acceso al castillo superior era a través de escaleras de madera, en lugar de la actual escalera de acero, y de las plataformas de madera que se replegaban entonces, a las que se llegaba desde el final de la escalera a través de chimeneas de roca ascendentes con peldaños de arenisca. Algunos de estos escalones siguen formando parte del acceso hoy en día, otros están cubiertos por instalaciones posteriores.
La meseta de la cima se utilizó para varios edificios residenciales y de defensa. En un zócalo rocoso algo elevado de la parte oriental de la meseta se conservan los cimientos de un edificio hecho de bloques de arenisca con una superficie de base de unos 6,1 × 7,4 metros y paredes de hasta 1,1 metros de grosor. Se trata de uno de los pocos edificios de los castillos rocosos de la Suiza sajona que aún se pueden rastrear por los restos de las paredes. Hay diferentes supuestos sobre su uso y diseño estructural. En un principio, sólo se pensó que era una sala de guardia. Sin embargo, ha prevalecido la teoría de que era la torre residencial central utilizada por el señor del castillo. No está claro si las otras plantas se construyeron con piedra o con entramado de madera por encima de la base de piedra arenisca. El sótano de la torre se cotó en la base de la roca y todavía se conserva y es accesible hoy en día. Es muy probable que no sirviera de calabozo, como se había supuesto en el pasado. Evidentemente, la torre no era un verdadero torreón, ya que la entrada al sótano, excavada en la roca, y su apertura al nivel de la base no permitían sellar permanentemente los pisos superiores. La construcción posterior del acceso a la bodega, que se suponía en un principio, es poco probable en vista de la posición ligeramente desplazada de la bodega con respecto a la torre que se encuentra sobre la base de roca y orientada hacia la pared exterior.

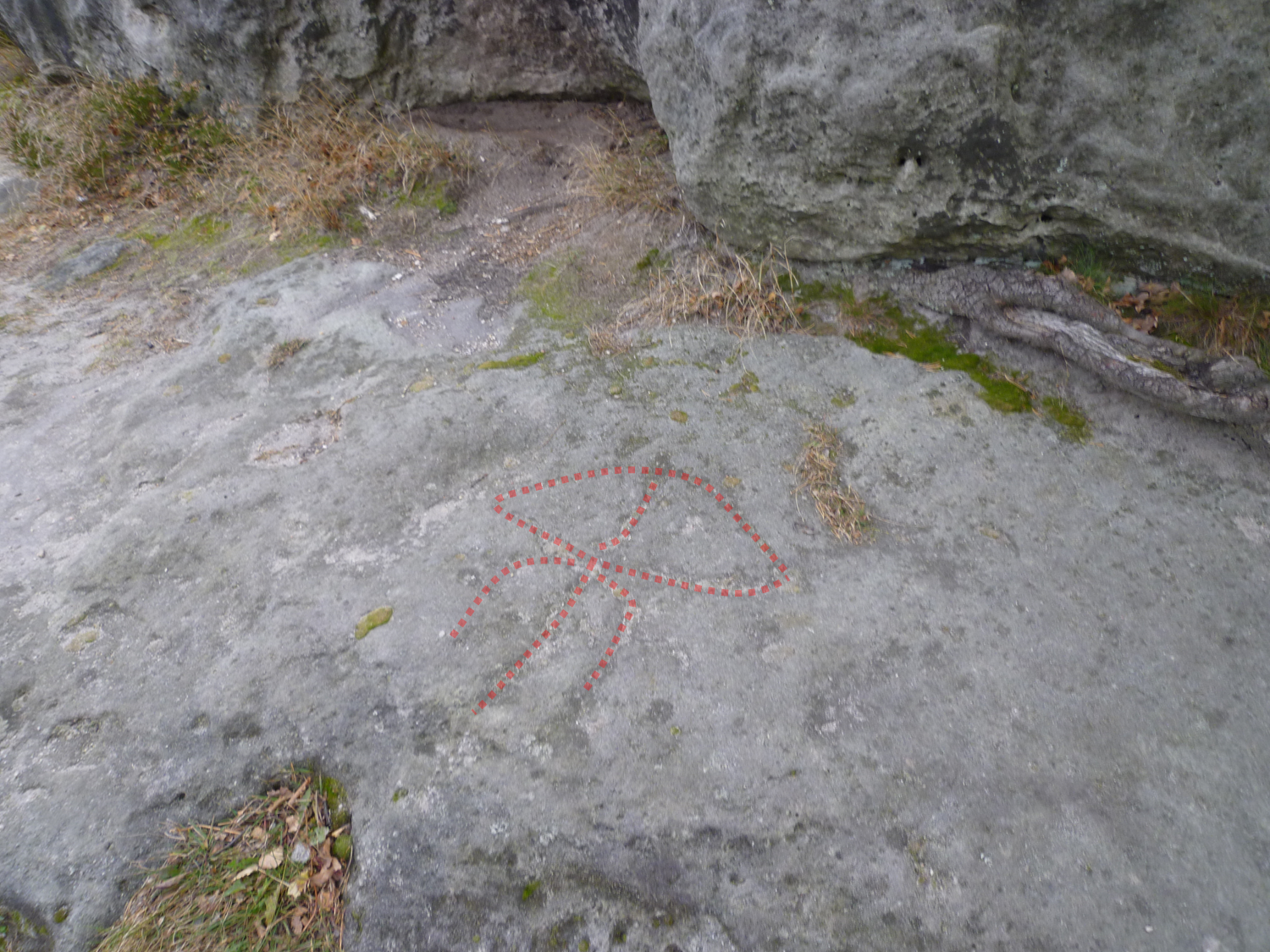
Tallado en roca de una ballesta en el castillo superior (resaltado en rojo)

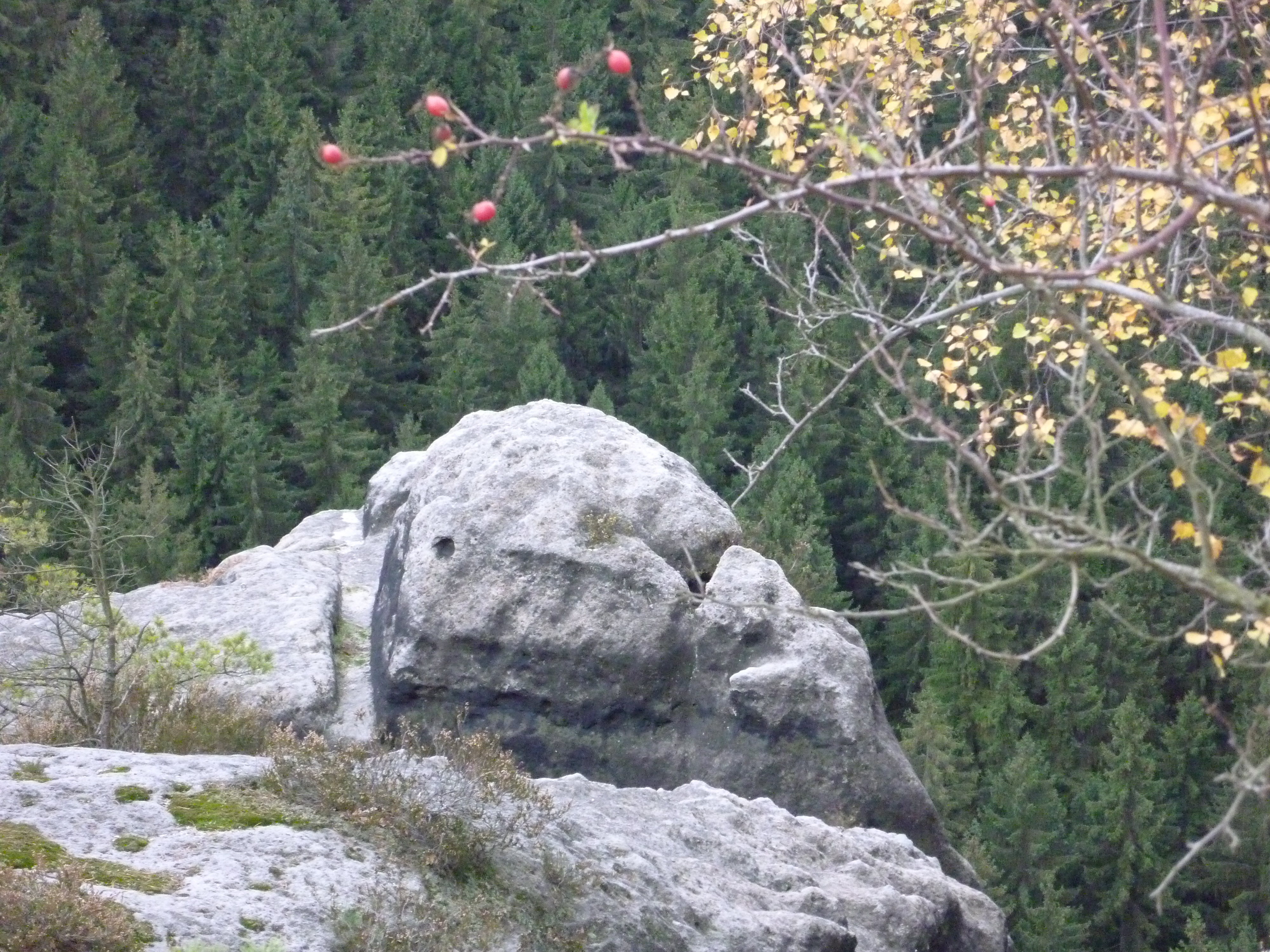
Cimientos de ascensores en la meseta de la cumbre de Winterstein

Había otros edificios al este de la torre, así como en el Wintersteinwächter. Para ello, se utilizaban tablones que servían de puente entre Winterstein y Wintersteinwächter. En la base de la torre residencial y en el Wintersteinwächter también se pueden ver las ranuras con las que se recogía el agua de lluvia y se introducía en barriles y en la cisterna de la cueva de la grieta. Las ubicaciones de los barriles todavía son visibles en forma de nichos y agujeros cortados en la roca en la base y en el Wintersteinwächter. Frente al nicho del barril en la base de la roca de la torre residencial, también se puede ver una ballesta tallada en la roca en el suelo. También había una torre de vigilancia en el Wintersteinwächter, que se alzaba sobre su cabeza de roca más oriental.
En el extremo occidental del complejo de rocas macizo se había levantado otro refugio y varios edificios. Su uso no es claramente conocido. Debido a la gran distancia a la torre residencial y a su ubicación aislada, a veces se supone que la mazmorra del castillo se encontraba aquí. Esto también lo sugieren algunos de los pliegues de la viga que todavía existen allí, que probablemente sirvieron para sellar las bandas de roca situadas algo por debajo de la meseta de la cumbre de la meseta real. Además, había un puesto con una chimenea de señales y una línea de visión hacia el puesto de guardia de la fortaleza de Wartburg, en frente. Hasta hace unos años, en el suelo de una torre de vigilancia se podía ver un juego de mesa cincelado, que se puede rastrear mediante agujeros de poste. Lamentablemente, unos desconocidos destruyeron el tablero en los años 2000 y 2001 con sus propios arañazos.
Varios ascensores de mercancías servían para abastecer el castillo, tanto al castillo inferior como al superior. En la meseta de la cima se han conservado los estribos y las vigas cortadas en la roca. No está claro cuál era el propósito de una estructura de suelo en forma de A hecha de costuras longitudinales y estampadas en el lado norte del castillo superior, que sólo se descubrió mediante aerofotogrametría. Se supone que se trata de otro fundamento de grúa, que se utilizaba, entre otras cosas, para suministrar madera para la construcción. Otra posibilidad es que este sea el lugar de una catapulta.

### Puesto de observación y torre de vigilancia

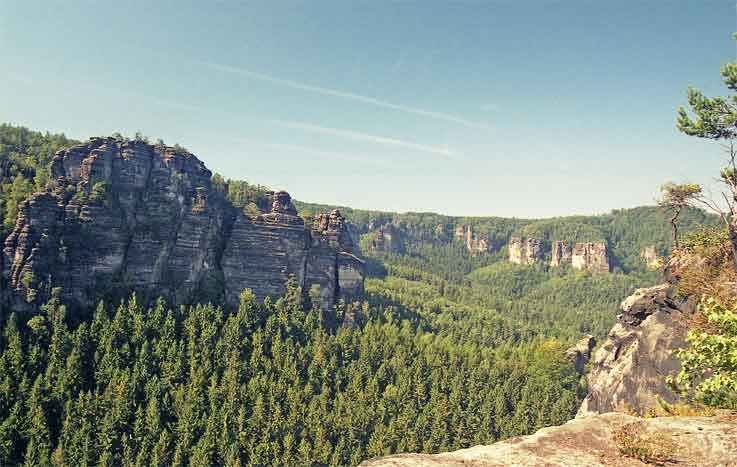
Vista desde el Winterstein hacia el oeste, a la izquierda el Pechofenhörner, a la derecha debajo en el bosque se puede ver el Wartburg, detrás de él el Gleitmannshörner y el Kleiner Winterberg

El complejo del castillo también incluía una torre de homenaje al castillo Wartburg, que se encuentra a app. 200 metros al oeste de Winterstein y que ahora es un pico de escalada de 15 metros de altura. En esta roca también se pueden apreciar escalones y pliegues de vigas tallados en la arenisca. En principio, el puesto de observación consistía en un edificio de entramado de madera en la meseta oriental del Wartburg, cuyas vigas aún se pueden observar claramente en la cima. Una estrecha escalera tallada en una cresta de la roca al norte que servía de acceso. En cuanto al abastecimiento se utilizó un montacargas situado junto al edificio.
A unos 400 metros al noroeste del Winterstein, bajando por el valle en dirección a Kleiner Zschand, se encuentra el llamado "Bärenfang", que también pertenecía al Felsenburg. Se trata de una fosa o cuenca rectangular de unos dos metros de profundidad y más de 35 metros cuadrados, excavada en la arenisca. Unos escalones tallados conducen a la salida de la fosa hasta el emplazamiento de una torre de vigilancia de madera, reconocible por los postes que aún existen. Contrariamente al nombre popular, el Bärenfang nunca sirvió para cazar osos, sino que probablemente fue un puesto de vigilancia y control a la entrada del castillo, así como a lo largo del antiguo camino que conducía al Großer Zschand, por ejemplo a lo largo de la actual Zeughausstraße. También se supone que la fosa sirvió de depósito de agua, como indican la pendiente del terreno y un corte en el borde que puede interpretarse como un desbordamiento. Sin embargo, la función real de esta fosa es incierta.